# برترند (نبراسکا)
برترند(به انگلیسی: Bertrand) شهری در ایالت نبراسکا کشور ایالات متحده آمریکا است که جمعیت آن در سرشماری سال ۲۰۱۰ میلادی، ۷۵۰ نفر بوده‌است.